# Banca Transilvania
A Banca Transilvania vagy BT kolozsvári székhelyű bank, amelyet 1993-ban helyi üzletemberek alapítottak 2 milliárd RON tőkével, amelynek 79%-a romániai, 21%-a külföldi volt. A bank 2014-ben ünnepelte működésének 20. évfordulóját.
Legnagyobb részvényese az Európai Újjáépítési és Fejlesztési Bank (EBRD), amely a részvények 15%-át birtokolja. 1997 óta a Bukaresti Tőzsdén jegyzik. Mintegy 1,76 millió ügyféllel rendelkezik, 550 fiókkal és több mint 6000 alkalmazottal.
A cég tőzsdei értéke 2007-ben mintegy 2 milliárd euró volt, de a pénzpiacok drasztikus korrekciója miatt 2009 áprilisában 300 millió euró alá esett.
2009. decemberben a Bank of Cyprus megvásárolta a Banca Transilvania részvényeinek 9,7%-át.
2013 júniusa óta a bank vezérigazgatója Ömer Tetik.
A BT 2013-ban a válság ellenére növelni tudta eredményét. 2014-ben a harmadik legnagyobb bank volt Romániában eszközérték szempontjából, piaci részesedése 8%.
2014-ben a Reader’s Digest által végzett felmérés során a legmegbízhatóbb román banknak választották.
A bank nyeresége 2007-ben 102 millió euró, 2008-ban 108,2 millió euró, 2009-ben 14,6 millió euró, 2010-ben 24,43 millió euró, 2011-ben 51,34 millió euró, 2012-ben 71,98 millió euró, 2013-ban 83,44 millió euró volt.

## Fordítás
- Ez a szócikk részben vagy egészben  a   Banca Transilvania című angol Wikipédia-szócikk ezen változatának fordításán alapul.  Az eredeti cikk szerkesztőit annak laptörténete sorolja fel. Ez a jelzés csupán a megfogalmazás eredetét és a szerzői jogokat jelzi, nem szolgál a cikkben szereplő információk forrásmegjelöléseként.